# Sbory dobrovolných hasičů v okrese Ústí nad Orlicí
Článek Sbory dobrovolných hasičů v okrese Ústí nad Orlicí uvádí seznam obcí v okrese Ústí nad Orlicí v Pardubickém kraji, v nichž jsou zřízeny jednotky sboru dobrovolných hasičů.
Jednotku sboru dobrovolných hasičů obce je podle § 68 zákona č. 135/1985 Sb., o požární ochraně, povinna zřídit každá obec. Mnohé obce jich zřizují více. Své sbory dobrovolných hasičů zřizují též některé průmyslové, dopravní a jiné firmy.
Většina sborů má ve svém názvu buď celá slova Sbor dobrovolných hasičů nebo jen zkratku SDH, některé sbory však mají názvy tvořené jinak.
Sbory dobrovolných hasičů v Česku zastřešuje Sdružení hasičů Čech, Moravy a Slezska (SH ČMS), sbory v Čechách zastřešuje Česká hasičská jednota.
Sbory jsou označeny šesticiferným evidenčním číslem (první trojčíslí odpovídá okresu) a podle své velikosti, významu a vybavení se člení do kategorií: největší sbory bývají v kategorii II, jiné významnější sbory v kategorii III, malé sbory v kategorii V a podnikové v kategorii VI.

## Seznam
Aktuální k 6. březnu 2024 

### Okrsek č. 1
- SDH Damníkov
- SDH Krasíkov
- SDH Lubník
- SDH Luková
- SDH Tatenice
- SDH Žichlínek

### Okrsek č. 2
- SDH Cotkytle
- SDH Horní Heřmanice
- SDH Strážná

### Okrsek č. 3
- SDH Dolní Čermná
- SDH Horní Čermná
- SDH Nepomuky
- SDH Petrovice

### Okrsek č. 4
- SDH Bystřec
- SDH Čenkovice
- SDH Koburk
- SDH Orličky
- SDH Výprachtice

### Okrsek č. 5
- SDH Albrechtice
- SDH Dolní Třešňovec
- SDH Horní Třešňovec
- SDH Lanškroun
- SDH Ostrov
- SDH Rudoltice

### Okrsek č. 6
- SDH Dolní Sloupnice
- SDH Horní Sloupnice
- SDH Němčice
- SDH Řetová
- SDH Řetůvka
- SDH Vlčkov

### Okrsek č. 7
- SDH Džbánov
- SDH Jehnědí
- SDH Loučky
- SDH Oucmanice
- SDH Sudislav nad Orlicí
- SDH Svatý Jiří

### Okrsek č. 8
- SDH Brandýs nad Orlicí
- SDH Němčí
- SDH Říčky
- SDH Seč
- SDH Sudslava
- SDH Turov
- SDH Velká Skrovnice

### Okrsek č. 9
- SDH České Libchavy
- SDH Dolní Libchavy
- SDH Horní Libchavy
- SDH Sopotnice

### Okrsek č. 10
- SDH Dolní Dobrouč
- SDH Hnátnice
- SDH Horní Dobrouč
- SDH Lanšperk

### Okrsek č. 11
- SDH Černovír
- SDH Hylváty
- SDH Knapovec
- SDH Ústí nad Orlicí I.

### Okrsek č. 12
- SDH Česká Třebová
- SDH Dlouhá Třebová
- SDH Kozlov
- SDH Lhotka
- SDH Parník
- SDH Přívrat
- SDH Rybník
- SDH Svinná
- SDH Třebovice
- SDH Skuhrov

### Okrsek č. 13
- SDH České Heřmanice
- SDH Chotěšiny
- SDH Netřeby
- SDH Tisová
- SDH Voděrady
- SDH Vračovice - Orlov
- SDH Zaháj
- SDH Zálší

### Okrsek č. 14
- SDH Bučina
- SDH Džbánov
- SDH Hrušová
- SDH Javorníček
- SDH Javorník
- SDH Lhůta
- SDH Libecina
- SDH Pustina
- SDH Zádolí

### Okrsek č. 15
- SDH Dobříkov
- SDH Janovičky
- SDH Vraclav

### Okrsek č. 16
- SDH Běstovice
- SDH Bošín
- SDH Plchovice
- SDH Skořenice
- SDH Újezd u Chocně

### Okrsek č. 17
- SDH IVECO
- SDH Slatina
- SDH Svařeň
- SDH Vysoké Mýto I.

### Okrsek č. 18
- SDH Dvořisko
- SDH Hemže
- SDH Choceň
- SDH Koldín
- SDH Mostek
- SDH Nasavrky
- SDH Plchůvky
- SDH Zářecká Lhota

### Okrsek č. 19
- SDH Bohousová
- SDH Česká Rybná
- SDH Hejnice
- SDH Záchlumí

### Okrsek č. 20
- SDH České Petrovice
- SDH Klášterec nad Orlicí
- SDH Kunvald
- SDH Pastviny

### Okrsek č. 21
- SDH Lichkov
- SDH Mladkov
- SDH Studené
- SDH Těchonín

### Okrsek č. 22
- SDH Jablonné nad Orlicí
- SDH Jamné nad Orlicí
- SDH Mistrovice
- SDH Nekoř
- SDH Sobkovice
- SDH Verměřovice

### Okrsek č. 23
- SDH Letohrad
- SDH Letohrad - Červená
- SDH Letohrad - Kunčice
- SDH Letohrad - Orlice
- SDH Lukavice
- SDH Písečná
- SDH Šedivec
- SDH Žampach

### Okrsek č. 24
- SDH Dolní Boříkovice
- SDH Dolní Morava
- SDH Heřmanice
- SDH Králíky
- SDH Prostřední Lipka

### Okrsek č. 25
- SDH Červená Voda
- SDH Dolní Orlice
- SDH Moravský Karlov
- SDH Mlýnický Dvůr

### Okrsek č. 26
- SDH Dlouhoňovice
- SDH Helvíkovice
- SDH Kameničná
- SDH Líšnice
- SDH Žamberk

### Okrsek č. 27
- SDH Doubravice
- SDH Leština
- SDH Nové Hrady
- SDH Podhořany